# Трачук Володимир Борисович
Володимир Трачук (3 січня 1985, Кременець) — український лижник, який брав участь у лижному двоборстві та стрибках з трампліна.

## Кар'єра

### Лижне двоборство
Трачук брав участь у чемпіонаті світу з гірських лиж в Оберстдорфі в 2005 році, де посів 51 місце, що було передостаннє. Пізніше він брав участь у зимових Олімпійських іграх 2006 року в Турині, де фінішував 48-м, останнім в обох змаганнях, в яких брав участь. На Універсіаді в Прагелато в січні 2007 року він був 9-м у змаганнях Гундерсена та 7-м у спринті. 3 лютого 2007 року у Закопане він посів 40-ву позицію. Цього ж року Трачук взяв участь у чемпіонаті світу з лижного двоборства у Саппоро, Японія, де був 39-м та 41-м у змаганнях зі спринту та Гундерсена. У березні 2007 року Трачук виграв чемпіонат України в одиночному розряді Гундерсена із середнього пагорба на 15 кілометрів. 7 та 8 лютого 2009 року він зміг отримати свої перші очки Кубка світу в двох змаганнях Гундерсена, де посів 23-тю та 18-му позицію в Зеефельді. У 2009 році він знову взяв участь у чемпіонаті світу з лижного двоборства у Лібереці, де був 36-м та 46-м у змаганнях Гундерсена. В цей період Тратчук найкращий комбінований лижник в Україні. Трачук закінчив сезон 2008/2009 на 54-му місці з 21 очком Кубка світу.

### Стрибки на лижах
Тратчук стартував на національному рівні зі стрибків з трампліна, на міжнародному рівні його застосовували лише один раз. На чемпіонаті світу зі скандинавських лиж у Саппоро у 2007 році він допомагав у командних стрибках. З командою він досяг 13-го місця.

## Статистика

### Зимові Олімпійські ігри
| Рік і місце           | конкуренція | конкуренція | конкуренція |
| Рік і місце           | Одинока НС  | Одинока GS  | команда     |
| --------------------- | ----------- | ----------- | ----------- |
| Італія, 2006 Турин    | 48.         | 48.         | -           |
| Канада, 2010 Ванкувер | 41.         | 42.         | -           |

### Кубок світу
| сезон   | місце | очки  |
| ------- | ----- | ----- |
| 2008/09 | 54.   | 21-го |

### Гран-прі
| сезон    | місце | очки |
| -------- | ----- | ---- |
| 2009 рік | 42.   | 0 9  |

## Особисте життя
Трачук був студентом, він володіє українською та російською мовами. Хобі - тенісні та футбол та гонки.